# Права ЛГБТ у Польщі
Лесбійки, геї, бісексуали та трансгендери (ЛГБТ) у Польщі стикаються з правовими проблемами, з якими не стикаються мешканці, які не є ЛГБТ. Згідно зі звітом ILGA-Europe за 2022 рік, стан прав ЛГБТ у Польщі є найгіршим серед країн Європейського Союзу.
Одностатеві статеві стосунки як чоловіків, так і жінок були легалізовані в Польщі з 1932 року, коли країна запровадила однаковий вік згоди для гомосексуалів та гетеросексуалів, який становив 15 років. Польща надає ЛГБТ-людям ті ж права, що й гетеросексуалам у певних сферах: геям і бісексуалам дозволяється здавати кров, геям і бісексуалам дозволяється відкрито служити в польських збройних силах, а трансгендерам дозволяється змінювати свою юридичну стать після виконання певних вимог, включаючи проходження замісної гормональної терапії. Польське законодавство забороняє дискримінацію при працевлаштуванні за ознакою сексуальної орієнтації, хоча такий захист може бути неефективним на практиці. Немає жодного захисту для медичних послуг і злочинів на ґрунті ненависті. У 2019 році Конституційний трибунал визнав неконституційним положення польського Кодексу про дрібні правопорушення, яке забороняло відмову в наданні товарів і послуг без «справедливої причини».
Польське суспільство схильне дотримуватись консервативних поглядів щодо прав ЛГБТ. Більшість польського населення пов'язана з католицькою церквою, і тому суспільне сприйняття та прийняття ЛГБТ-спільноти сильно залежать від католицьких моральних доктрин. Стаття 18 Конституції Польщі говорить, що «шлюб, як союз чоловіка і жінки, перебуває під захистом і опікою Республіки Польща». На думку кількох юристів, ця стаття забороняє одностатеві шлюби. Верховний суд, Конституційний трибунал і Вищий адміністративний суд постановили, що стаття 18 Конституції обмежує інститут шлюбу парами різної статі, і що для легалізації одностатевих шлюбів потрібна поправка до Конституції. Польща також не визнає цивільних партнерств, хоча дискусія з цього приводу триває. Напередодні польських парламентських виборів 2015 року керівна партія «Право і справедливість» (PiS) зайняла позицію проти мігрантів, а напередодні польських парламентських виборів 2019 року PiS зосередилася на протидії передбачуваній західній «ідеології ЛГБТ». Заохочення національних політиків PiS, by April 2020 100 муніципалітетів (у тому числі п'ять воєводств), що охоплюють приблизно третину території країни, неофіційно оголосили себе «зонами, вільними від ЛГБТ».
Прийняття ЛГБТ-людей у польському суспільстві зросло в 1990-х і на початку 2000-х років, головним чином серед молоді та тих, хто живе у великих містах, таких як Варшава та Краків. Існує помітна гей-сцена з клубами по всій країні, більшість із яких розташовані у великих містах. Є також кілька організацій, які захищають права геїв, дві найбільші з них — Campaign Against Homophobia та Lambda Warszawa. Опитування громадської думки щодо сприйняття прав ЛГБТ у Польщі були суперечливими, багато хто демонстрував велику підтримку зареєстрованих партнерств, а деякі вказували на більшість противників. Однак, загальною тенденцією є зростання підтримки зареєстрованих партнерств і одностатевих шлюбів. Багато лівих і ліберальних політичних партій, а саме «Нові ліві», «Лейбористський союз», «Соціал-демократична партія», «Твій рух», «Модерн», «Разом» і «Весна», висловили підтримку руху за права геїв. Окремі голоси підтримки також можна знайти в правоцентристській Громадянській платформі.

## Законність одностатевих статевих стосунків
Під час поділів Польщі (1795—1918) та німецької окупації Польщі (1939—1945) на території, яка становить нинішню польську державу, були введені закони, що забороняли гомосексуальний спосіб життя.
Після Першої світової війни, одностатеві стосунки продовжували офіційно криміналізуватися в тепер уже незалежній Польщі, оскільки карні кодекси Російської імперії, Королівства Пруссії та Австро-Угорської імперії залишалися чинними. Вони здебільшого криміналізували одностатеві акти чоловіків, хоча австрійський кодекс містив ширші положення проти так званої «одностатевої розпусти» та використовувався також і проти жінок.
Новий польський Кримінальний кодекс 1932 року (Kodeks karny) декриміналізовані одностатеві стосунки за згодою. У 1948 році за часів Польської Народної Республіки вік згоди був встановлений на рівні 15 років, як і для гетеросексуальних пар. Гомосексуальна проституція була легалізована в 1969 році. У 1991 році гомосексуальність була виключена зі списку хвороб.

## Визнання одностатевих стосунків
У Польщі одностатеві пари не визнаються юридично, хоча одностатеві пари, які проживають разом, користуються певними обмеженими перевагами, а саме орендою спільного домогосподарства, правом не свідчити проти партнера та правами на проживання згідно із законодавством ЄС. Одностатеві шлюби не визнаються, а стаття 18 Конституції Польщі говорить, що «Шлюб, як союз чоловіка і жінки, а також сім'я, материнство і батьківство перебувають під захистом і опікою Республіка Польща». Це призвело до багатьох дебатів щодо того, чи є це остаточна заборона на одностатеві шлюби чи ні. У рішенні 2019 року адміністративний суд дійшов висновку, що формулювання статті 18 прямо не забороняє одностатеві шлюби. Обґрунтування постанови щодо значення статті 18 не є обов'язковим. Вирок є обов'язковим лише для сторін у справі. У попередніх рішеннях Верховного суду, Конституційного трибуналу та Вищого адміністративного суду було встановлено, що Конституція забороняє одностатеві шлюби, визначаючи шлюб як інститут лише для гетеросексуалів.    
Законопроєкт про цивільні партнерства вперше був запропонований у 2003 році. У 2004 році за правління лівого уряду Сенат схвалив законопроєкт, що дозволяє парам геїв і лесбійок реєструвати свої стосунки. Відповідно до законопроєкту, сторонам цивільного союзу було б надано широкий спектр пільг, засобів захисту та обов'язків (наприклад, пенсійні фонди, спільне оподаткування та виплати, пов'язані зі смертю), які зараз надаються лише подружжю у шлюбі, хоча їм не було б дозволено усиновлювати дітей. Проте, законопроєкт втратив чинність на загальних виборах 2005 року.
Основний спротив запровадженню одностатевих шлюбів чи цивільних союзів походить від Римо-католицької церкви, яка є впливовою політично та має значний ступінь впливу в державі. Церква також користується величезним соціальним авторитетом. Церква вважає гомосексуальність відхиленням. У 2012 році 95 % країни були католиками, а 54 % ходили в церкву щотижня.
У січні 2013 року Сейм проголосував за відхилення п'яти запропонованих законопроєктів, які запроваджують цивільне партнерство як для різностатевих, так і для одностатевих пар. Пізніше, Високий суд видав висновок, у якому стверджував, що всі законопроєкт, запропоновані Демократичним лівим альянсом, партією Твій Рух і Громадянською платформою, є неконституційними, оскільки стаття 18 Конституції захищає шлюб. У грудні 2014 року Сейм відмовився розглядати законопроєкт про цивільне товариство, запропонований партією Твій Рух, 235 депутатів проголосували проти обговорення законопроєкту, а 185 — «за». У травні 2015 року Сейм знову відмовився розглядати цю тему: 215 депутатів проголосували проти, а лише 146 — «за». Прем'єр-міністр Ева Копач заявила, що питання цивільного партнерства належить розглянути наступному парламенту. Новий законопроєкт про партнерство 12 лютого 2018 року запропонувала партія «Сучасна».
У червні 2018 року Європейський суд постановив, що країни-члени ЄС повинні надавати подружнім одностатевим парам, де принаймні один партнер є громадянином ЄС, повне право на проживання та визнавати їх свободу пересування.
Польща не виконала це рішення, і в липні 2020 року Європейський суд з прав людини повідомив польський уряд про позиви, подані польськими одностатевими парами, запропонувавши польському уряду висловити свою позицію з цього питання (Андерсен проти Польщі)

## Голосування парламенту за цивільні партнерства
| Дата             | Тема                      | За  | Проти | Утрим. | Результат |
| ---------------- | ------------------------- | --- | ----- | ------ | --------- |
| 25 січня 2013 р  | Зареєстроване партнерство | 150 | 276   | 23     | No        |
| 25 січня 2013 р  | Зареєстроване партнерство | 138 | 284   | 28     | No        |
| 25 січня 2013 р  | Зареєстроване партнерство | 137 | 283   | 30     | No        |
| 25 січня 2013 р  | Зареєстроване партнерство | 137 | 283   | 30     | No        |
| 25 січня 2013 р  | Договір про партнерство   | 211 | 228   | 10     | No        |
| 18 грудня 2014 р | Зареєстроване партнерство | 185 | 235   | 18     | No        |
| 26 травня 2015 р | Зареєстроване партнерство | 146 | 215   | 24     | No        |

### Обмежені права на спільне проживання
23 лютого 2007 року Апеляційний суд у Білостоці визнав одностатеве співжиття. 6 грудня 2007 року це рішення було підтверджено Верховним судом Варшави.
Хоча в Польщі немає спеціального закону про співжиття, існує кілька положень у різних правових актах або постановах Верховного суду, які визнають стосунки між неодруженими партнерами та надають цим партнерам особливі права та обов'язки. Наприклад, стаття 115(11) Кримінального кодексу (пол. Kodeks karny) використовує термін «найближча людина», який охоплює романтичні стосунки, які не оформлені юридично. Статус «найближчої людини» дає право на відмову від свідчень проти партнера. Термін «партнер» включає одностатеві пари.
Постанова Верховного Суду від 28 листопада 2012 року (III CZP 65/12) щодо тлумачення терміна «особа, яка фактично проживала спільно з наймачем» була видана щодо справи гея, який був партнером померлої особи, основного наймача квартири. Суд витлумачив закон таким чином, що визнав партнера уповноваженим отримати право оренди. Суд зазначив, що особа, яка фактично проживає спільно з наймачем — у значенні статті 691 § 1 Цивільного кодексу — це особа, пов'язана з наймачем емоційним, фізичним та економічним зв'язком. Сюди також відносяться особи однієї статі. Раніше, у березні 2010 року, Європейський суд з прав людини ухвалив рішення у справі Козак проти Польщі, що ЛГБТ мають право успадковувати від своїх партнерів.

## Усиновлення та виховання
У Польщі одностатеві пари не можуть легально всиновлювати дітей. Крім того, лесбійські пари не мають доступу до ЕКЗ.
У жовтні 2018 року Вищий адміністративний суд постановив, що лесбійська пара може зареєструвати свого 4-річного хлопчика як свою дитину. Польські ЗМІ назвали цей випадок «першим у своєму роді в Польщі».
У липні 2020 року президент Польщі Анджей Дуда офіційно запропонував внести поправку до Конституції, яка забороняє усиновлення одностатевими парами.
У листопаді 2020 року був запропонований закон, який дозволяє усиновлювати лише подружнім парам. Це унеможливить усиновлення одностатевих пар через заборону одностатевих шлюбів у Польщі. Демонстрації неможливо було провести через пандемію вірусу COVID-19.

## Захист від дискримінації
До Кодексу законів про працю були додані антидискримінаційні положення (пол. Kodeks pracy) у 2003 році. Конституція Польщі гарантує рівність згідно із законом і забороняє дискримінацію за «будь-якими ознаками». Пропозиція включити до Конституції заборону дискримінації за ознакою сексуальної орієнтації була відхилена в 1995 році після рішучих заперечень католицької церкви.
У 2007 році Міністерство праці готувало антидискримінаційний закон, який забороняв би дискримінацію за різними ознаками, включно з сексуальною орієнтацією, не лише на роботі та у працевлаштуванні, але й у сфері соціального забезпечення та соціального захисту, охорони здоров'я та освіти, хоча надання товарів і послуг та доступ до них будуть залежати лише від заборони дискримінації за ознаками раси чи етнічного походження.
1 січня 2011 року набув чинності новий закон про рівне ставлення. Він забороняє дискримінацію за сексуальною орієнтацією лише при працевлаштуванні. У вересні 2015 року Amnesty International дійшла висновку, що «ЛГБТ-спільнота в Польщі стикається з широко поширеною та вкоріненою дискримінацією по всій країні» і що «юридична система Польщі небезпечно недостатня, коли йдеться про захист лесбійок, геїв, бісексуалів, трансгендерів та інтерсексуалів (ЛГБТ). та інші групи меншин від злочинів на ґрунті ненависті».
У період з 2015 по 2020 рік, уряд Польщі працював над тим, щоб зменшити ефективність антидискримінаційного захисту, наданого ЛГБТ-людям згідно із законодавством ЄС. Досліджуючи нещодавні справи проти дискримінації, правознавець Марцін Ґурскі виявив, що «принцип рівного ставлення в Польщі загалом виглядає неефективним».
У червні 2018 року Верховний суд Польщі постановив, що друкарня в Лодзі діяла незаконно, коли відмовилася друкувати банери для бізнес-групи ЛГБТ. Суд стверджував, що принцип рівності означає, що друкарня не має права відмовлятися від надання послуг компанії. Суд також постановив, що сексуальна орієнтація, раса чи інші ознаки особи не можуть бути підставою для відмови в наданні послуги, але також необхідно брати до уваги свободу совісті та віросповідання.
Кампанія проти гомофобії привітала це рішення, але воно було засуджено міністром юстиції Збігнєвом Зьобро, який назвав рішення «проти свободи» та «державним насильством на службі ідеології гомосексуалів». Ziobro подав позов до Конституційного суду, щоб визнати неконституційним положення, на підставі якого було засуджено друкаря. 26 червня 2019 року суд виніс рішення, в якому встановив, що це положення несумісне з Конституцією Польщі.
У липні 2020 року уряд Польщі подав позов до суду на IKEA за звільнення співробітника через різкі гомофобні висловлювання, які він зробив на внутрішньому вебсайті компанії. Міністр юстиції Польщі Збігнєв Зьобро назвав звільнення, which was made in accordance with Poland's anti-discrimination laws, «абсолютно скандально».
Міністерство юстиції Польщі фінансує кампанію «протидії злочинам, пов'язаним із порушенням свободи совісті, скоєним під впливом ідеології ЛГБТ», яка покликана захистити людей, які «страждають під тиском нових лівих ідеологій».

### Закони про злочини на ґрунті ненависті
Станом на 2019 рік, у парламенті перебуває на розгляді законопроєкт про посилення покарання, якщо мотивом злочину є стать, гендерна ідентичність, вік, інвалідність або сексуальна орієнтація жертви.

## Гендерна ідентичність та самовираження
З 1960-х років запроваджена можливість юридичної зміни статі. Трансгендери, які бажають змінити свою юридичну стать, повинні отримати медичний діагноз. Лише після зміни юридичної статі трансгендерна особа отримує право на операцію зі зміни статі. Причиною цього є те, що будь-яке хірургічне втручання, яке призводить до безпліддя, заборонено польським законодавством (як зазначено в Кримінальному кодексі Польщі: Kodeks Karny, ст. 156 § 1), за кількома винятками у таких випадках, як рак матки або міома. Тобто кастрація за бажанням є незаконною, і трансгендерна особа повинна спочатку домагатися юридичної зміни, оскільки просто медичного діагнозу від лікаря недостатньо.
Трансгендерна особа стикається з низкою перешкод, перш ніж змінити свою юридичну стать, наприклад, з потребою подати до суду на своїх батьків. На основі запропонованих додаткових доказів (таких як медичний діагноз, медичні записи, показання свідків/батьків тощо) суд може винести вирок або відмовити в цьому.
У липні 2015 року Сейм Польщі схвалив законопроєкт про визнання трансгендерності. Згідно із законопроєктом, трансгендери мали б змогу змінити стать без будь-яких фізичних втручань, але вимагали б заяви експертів із психічного здоров'я про те, що вони страждають від гендерної дисфорії. Законопроєкт підтримано 252 депутатами проти 158. Сенат схвалив законопроєкт у серпні, але президент Анджей Дуда наклав на нього вето в жовтні. Парламент не зміг подолати його вето.

## Військова служба
З 1990-х років лесбійкам, геям і бісексуалам не заборонено проходити військову службу, а дискримінація щодо них офіційно заборонена. Проте існує неписане правило «не питай, не кажи», і більшість польських солдатів-геїв повинні приховувати свою сексуальну орієнтацію. У 2013 році військовослужбовці повідомили порталу NaTemat.pl, що відкриті гомосексуали постають перед труднощами, особливо вищі чини, оскільки для «командного складу — офіцерів і сержантів вищого рангу — визнання потягу до одностатевих осіб означало б втрату поваги — якостей без яких ти просто не можеш бути командиром».
Відкритим трансгендерам офіційно заборонено проходити військову службу за медичними показаннями. Діагноз гендерної дисфорії призводить до автоматичного визначення «назавжди та повністю непридатного до військової служби як під час конфлікту, так і в мирний час».

## Конверсійна терапія
У лютому 2019 року депутати Modern разом з активістами Кампанії проти гомофобії подали до Сейму законопроєкт про заборону конверсійної терапії геїв. Законопроєкт має на меті заборонити використання, просування або рекламування практик перетворення. Він також забороняє просувати людей або організації, які пропонують, використовують, рекламують або популяризують псевдонаукову практику. Депутати планують внести законопроєкт до польського парламенту, де його проведуть у першому читанні найближчими місяцями. Така заборона реалізувала б рекомендацію Європейського парламенту та незалежного експерта ООН із захисту від насильства та дискримінації за ознакою сексуальної орієнтації та гендерної ідентичності.
У серпні 2020 року Конференція єпископату Польщі оприлюднила документ, який рекомендував створити консультаційні центри «для допомоги людям, які хочуть відновити своє сексуальне здоров'я та природну сексуальну орієнтацію». Він наполягає на тому, що науковий консенсус щодо того, що конверсійна терапія неефективна та потенційно шкідлива, є «політкоректністю».

## Донорство крові
З 2005 року в Польщі геям і бісексуалам дозволено здавати кров. У 2008 році Національний центр крові встановив правила, що забороняють донорство крові геями та бісексуальними чоловіками, але ці правила були швидко скасовані.

## Соціальні настрої та громадська думка
За словами Грегорі Е. Чарнецького, між антисемітизмом і гомофобією в польському націоналістичному дискурсі є певна схожість, особливо те, що обидві групи розглядаються як девіантні та хворі, а також як загроза нації.

### 2000—2010 роки
Опитування 2005 року показало, що 89 % населення вважають гомосексуальність неприродним явищем. Однак, половина вважала, що гомосексуальність має толеруватись.
Опитування громадської думки, проведене наприкінці 2006 року на замовлення Європейської комісії, показало, що польська громадська думка в переважній більшості виступає проти одностатевих шлюбів і усиновлення одностатевими парами. Опитування Євробарометра 2006 року показало, що 74 % і 89 % поляків відповідно були проти одностатевих шлюбів і усиновлення одностатевими парами. З опитаних країн-членів ЄС лише Латвія та Греція мали вищий рівень опозиції. Опитування в липні 2009 року показало, що 87 % поляків були проти усиновлення гомосексуалами. Опитування, проведене 23 грудня 2009 року для Newsweek Poland, показало черговий зсув у бік більш позитивного ставлення. 60 % респондентів заявили, що не заперечували б проти того, щоб міністр чи глава уряду були відкрито геями.
Дослідження 2008 року показало, що 66 % поляків вважають, що геї не повинні мати права організовувати публічні демонстрації, 69 % поляків вважають, що геї не повинні мати права демонструвати свій спосіб життя. Крім того, 37 % поляків вважають, що геї повинні мати право на сексуальну активність, а 37 % вважають, що не повинні.
У 2010 році опитування громадської думки IIBR, проведене для Newsweek Poland, показало, що 43 % поляків погоджуються з тим, що відкритим геям слід заборонити проходити військову службу. 38 % вважають, що така заборона не повинна існувати в польській армії.

### 2011—2020 роки
У 2011 році, згідно з опитуванням TNS Polska, 54 % поляків підтримували одностатеві партнерства, тоді як 27 % підтримували одностатеві шлюби.
В опитуванні громадської думки, проведеному CBOS у 2013 році, 68 % поляків були проти того, щоб геї та лесбійки публічно демонстрували свій спосіб життя, 65 % поляків були проти одностатевих цивільних партнерств, 72 % були проти одностатевих шлюбів і 88 % були проти усиновлення одностатевими парами.
В опитуванні CBOS у серпні 2013 року більшість (56 %) респондентів заявили, що «гомосексуальність завжди є неправильною і ніколи не може бути виправдана». 26 % заявили, що «в цьому немає нічого поганого і завжди можна виправдати». 12 % залишилися байдужими.
Опитування CBOS у лютому 2014 року показало, що 70 % поляків вважають, що одностатеві статеві стосунки «морально неприйнятні», тоді як лише 22 % вважають, що це «морально прийнятно».
Опитування Ipsos у жовтні 2019 року показало, що більшість польських чоловіків віком до 40 років вважають, що «ЛГБТ-рух і гендерна ідеологія» є «найбільшою загрозою, з якою вони стикаються у 21 столітті».

### Опитування громадської думки
| Підтримка визнання одностатевих стосунків | 2001 | 2001 | 2002 | 2002 | 2003 | 2003 | 2005 | 2005 | 2008 | 2008 | 2010 | 2010 | 2011 | 2011 | 2013 | 2013 | 2017 | 2017 | 2019 | 2019 | 2022 | 2022 |
| Підтримка визнання одностатевих стосунків | ТАК  | НІ   | ТАК  | НІ   | ТАК  | НІ   | ТАК  | НІ   | ТАК  | НІ   | ТАК  | НІ   | ТАК  | НІ   | ТАК  | НІ   | ТАК  | НІ   | ТАК  | НІ   | ТАК  | НІ   |
| ----------------------------------------- | ---- | ---- | ---- | ---- | ---- | ---- | ---- | ---- | ---- | ---- | ---- | ---- | ---- | ---- | ---- | ---- | ---- | ---- | ---- | ---- | ---- | ---- |
| «зареєстровані товариства»                | –    | –    | 15 % | 76 % | 34 % | 56 % | 46 % | 44 % | 41 % | 48 % | 45 % | 47 % | 25 % | 65 % | 33 % | 60 % | 36 % | 56 % | 35 % | 60 % | 64 % | 30 % |
| «одностатеві шлюби»                       | 24 % | 69 % | –    | –    | –    | –    | 22 % | 72 % | 18 % | 76 % | 16 % | 78 % | 25 % | 65 % | 26 % | 68 % | 30 % | 64 % | 29 % | 66 % | 48 % | 42 % |
| «права усиновлення»                       | 8 %  | 84 % | –    | –    | 8 %  | 84 % | 6 %  | 90 % | 6 %  | 90 % | 6 %  | 89 % | –    | –    | 8 %  | 87 % | 11 % | 84 % | 9 %  | 84 % | 24 % | 66 % |

| Підтримка ЛГБТ-батьківства                                       | 2014 | 2014 |
| Підтримка ЛГБТ-батьківства                                       | ТАК  | НІ   |
| ---------------------------------------------------------------- | ---- | ---- |
| право лесбійки виховувати дитину свого партнера                  | 56 % | 35 % |
| наведена вище ситуація є морально прийнятною                     | 41 % | 49 % |
| право геїв (пари) на виховання дитини померлого брата або сестри | 52 % | 39 % |
| наведена вище ситуація є морально прийнятною                     | 38 % | 53 % |

| Підтримка визнання одностатевих стосунків, 2012       | для різностатевих пар | для різностатевих пар | для одностатевих пар | для одностатевих пар |
| Підтримка визнання одностатевих стосунків, 2012       | ТАК                   | НІ                    | ТАК                  | НІ                   |
| ----------------------------------------------------- | --------------------- | --------------------- | -------------------- | -------------------- |
| «зареєстровані товариства»                            | 72 %                  | 17 %                  | 23 %                 | 65 %                 |
| «право на отримання медичної інформації»              | 86 %                  | –                     | 68 %                 | –                    |
| «право на спадщину»                                   | 78 %                  | –                     | 57 %                 | –                    |
| «права на єдиний податковий облік»                    | 75 %                  | –                     | 55 %                 | –                    |
| «право на спадкування пенсії померлого партнера»      | 75 %                  | –                     | 55 %                 | –                    |
| «право на відшкодування коштів за лікування in vitro» | 58 %                  | –                     | 20 %                 | –                    |
| «право на усиновлення дитини»                         | 65 %                  | –                     | 16 %                 | –                    |

| Підтримка визнання одностатевих стосунків | 2011 TNS OBOP | 2011 TNS OBOP | 2013 Homo Homini | 2013 Homo Homini | 2013 IPSOS | 2013 IPSOS | 2017 IPSOS | 2017 IPSOS | 2019 IPSOS | 2019 IPSOS |
| Підтримка визнання одностатевих стосунків | ТАК           | НІ            | ТАК              | НІ               | ТАК        | НІ         | ТАК        | НІ         | ТАК        | НІ         |
| ----------------------------------------- | ------------- | ------------- | ---------------- | ---------------- | ---------- | ---------- | ---------- | ---------- | ---------- | ---------- |
| «зареєстровані товариства»                | 54 %          | 41 %          | 55 %             | 39 %             | 39 %       | 24 %       | 52 %       | 43 %       | 60 %       |            |
| «одностатеві шлюби»                       | 27 %          | 68 %          | 27 %             | 69 %             | 21 %       | 24 %       | 38 %       | 57 %       | 41 %       |            |
| «права усиновлення»                       | 7 %           | 90 %          | 14 %             | 84 %             | –          | –          | 16 %       | 80 %       | 21 %       |            |

| Прийняття гомосексуаліста як…(CBOS, липень 2005) | Гей (Так) | Гей (Ні) | Лесбійка (Так) | Лесбійка (Ні) |
| ------------------------------------------------ | --------- | -------- | -------------- | ------------- |
| Сусіда                                           | 56 %      | 38 %     | 54 %           | 40 %          |
| Колеги по роботі                                 | 45 %      | 50 %     | 42 %           | 53 %          |
| Боса                                             | 41 %      | 53 %     | 42 %           | 53 %          |
| Депутата                                         | 37 %      | 57 %     | 38 %           | 56 %          |
| Вчителя                                          | 19 %      | 77 %     | 21 %           | 75 %          |
| Няні                                             | 11 %      | 86 %     | 14 %           | 83 %          |
| Священика                                        | 13 %      | 82 %     | –              | –             |

## Опитування досвіду ЛГБТ

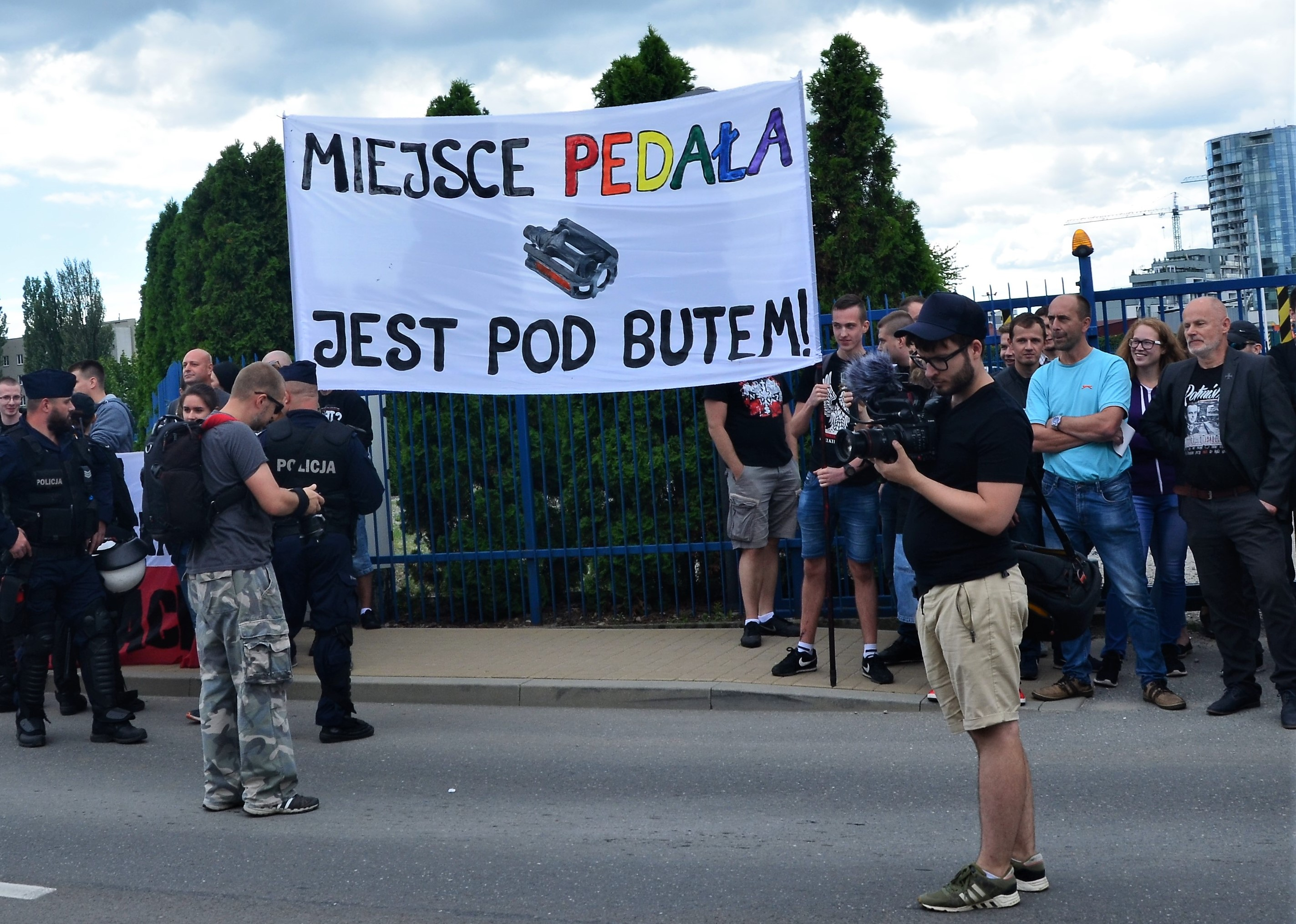
Контрпротест на марші рівності у Жешуві 2019: «Місце підора під черевиком!»

За даними польських респондентів Опитування ЛГБТ в ЄС 2019 Агентства Європейського Союзу з фундаментальних прав:
- 83 % часто або завжди уникають триматися за руки зі своїм одностатевим партнером (61 % у ЄС загалом) — другий найвищий показник у ЄС
- 51 % часто або завжди уникають певних місць через страх піддатися нападу (33 % загальне по ЄС) — найвищий показник у ЄС
- 27 % часто або завжди відкрито говорять про те, що вони ЛГБТ (47 %)
- 26 % відчували дискримінацію на роботі минулого року (21 %)
- 47 % відчували дискримінацію принаймні в одній сфері життя минулого року (42 %)
- 42 % зазнали переслідувань минулого року (38 %)
- 15 % зазнали атак за останні 5 років (11 %) — це найвищий показник у ЄС
- 1 з 5 транссексуалів та інтерсекс людей зазнав фізичного або сексуального нападу за останні п'ять років
- 19 % кажуть, що упередження та нетерпимість ЛГБТ в їхній країні знизилися за останні п'ять років (40 %); 68 % кажуть, що зросли (36 %)
- 4 % вважають, що їхній національний уряд ефективно бореться з упередженнями та нетерпимістю щодо ЛГБТ (33 %) — це найнижчий показник у ЄС

Згідно з опитуванням, у Польщі спостерігається найбільший розрив між задоволеністю життям ЛГБТ персон та населення в цілому.

## Політика
Партії лівої політичної сцени загалом схвалюють постулати руху за права геїв і голосують за ЛГБТ-законодавство. New Left, Modern, Labor United і Your Movement є прихильниками прав ЛГБТ. Більш соціальні праві партії, такі як PiS, Конфедерація, Угода та PSL, загалом проти будь-яких змін у законодавстві. З них PiS займає найсильнішу опозиційну позицію щодо гомосексуальних питань.
У той час як нинішня опозиційна Громадянська платформа категорично несхвально ставилася до законодавства про ЛГБТ, коли була владущою партією в Польщі, останнім часом її лідери почали висловлювати більш прихильну позицію щодо спільноти.
У 2013 році колишній президент і лауреат Нобелівської премії Лех Валенса заявив, що депутати-геї повинні сидіти позаду парламенту або навіть за стіною і не повинні мати важливих посад у парламенті. Він також зазначив, що прайд паради мають проходити не в центрі міст, а на околицях міст. Колишній президент також заявив, що меншини не повинні нав'язуватися більшості. Валенсу не можна було звинуватити в розпалюванні ненависті, оскільки Кримінальний кодекс Польщі не містить розпалювання ненависті проти сексуальної орієнтації.
З 2007 року Рада Європи висвітлює «гомофобні заяви провідних громадських діячів, які створюють атмосферу ненависті та нетерпимості». У грудні 2020 року комісарка Ради Європи з прав людини Дуня Міятович заявила, що вона «глибоко стурбована поширенням негативних і підбурливих гомофобних наративів багатьма державними службовцями в Польщі, включно з людьми на найвищих посадах уряду… Стигматизація та ненависть, спрямовані на певних осіб або групи людей, несуть реальний ризик легітимізації насильства, іноді з фатальними наслідками».

### Закон і справедливість
Після виборів 2005 року до влади прийшла партія «Право і справедливість» (PiS). Вони сформували коаліційний уряд із Лігою польських сімей (ЛПС) і Партією самооборони (Самооборона). Активісти з прав ЛГБТ часто називали політиків цих партій «гомофобами» як до, так і після виборів 2005 року. Відомі державні діячі зробили кілька гомофобних і ненаукових коментарів щодо гомосексуальності, а також намагалися придушити свободу слова та свободу зібрань для ЛГБТ:
«Не вводьмося в оману жорсткої пропаганди толерантності до гомосексуалів. Це свого роду божевілля, і для цього божевілля наше правління справді буде для них темною ніччю»— Казімеж Міхал Уяздовський, PiS, 3 жовтня 2005 р.
5 липня 2006 року мер Варшави Мірослав Кохальський заявив щодо Параду Рівності, що марш був «аморальним і небезпечним для мешканців Варшави».
7 серпня 2006 року Павло Жизак, головний редактор журналу PiS, Поворот направо!, писав, що гомосексуали були «тваринами» і «емісарами сатани, посланими знищити католицьку церкву».
У місті Косьцежина Вальдемар Бонковський, провідний член PiS, вивісив банер із написом: "Сьогодні це геї та лесбійки — що далі, зоофілія? Це свобода і демократія? Ні, це сифілізація! Наш папа-поляк дивиться з неба і питає: «Куди йдеш, Польщо?» на стіні місцевого партійного штабу.
Під час президентської кампанії перед виборами 2005 року, Лех Качинський, який переміг на виборах, заявив, що він продовжуватиме забороняти демонстрації ЛГБТ, як він це робив, коли був мером Варшави, і що «публічна пропаганда гомосексуальності не буде дозволена».
17 березня 2008 року Качинський виступив з президентським зверненням до нації по громадському телебаченню, в якому він описав одностатеві шлюби як інституцію, що суперечить загальноприйнятій моральності в Польщі та моральним переконанням більшості населення. У зверненні була розміщена весільна фотографія ірландського борця за права геїв Брендана Фея та Тома Моултона, на використання якої Качинський не просив дозволу. Звернення президента обурило ліві політичні партії та активістів за права геїв, які згодом запросили їх до Польщі та вимагали від президента вибачень, яких він не приніс.

30 серпня 2006 року під час візиту до Європейської комісії брат-близнюк Леха Ярослав Качинський, бувши прем'єр-міністром Польщі, заявив, що «люди з такими уподобаннями мають повні права в Польщі, в Польщі немає традиції переслідування таких людей». Він також попросив президента Єврокомісії Жозе Мануеля Баррозу «не вірити в міф про Польщу як антисемітську, гомофобну та ксенофобну країну».
Ярослав Качинський був менш різким у своїх описах гомосексуальності. В одному з інтерв'ю він заявив, що завжди був «за толерантність» і що «питання нетерпимості до геїв ніколи не було польською проблемою». Він сказав, що не пригадує, щоб геїв у Польській Народній Республіці переслідували суворіше, ніж інші групи меншин, і визнав, що багато видатних польських знаменитостей і громадських діячів того часу були широко відомі як гомосексуали. Ярослав Качиньський також зауважив, що в Польщі є багато гей-клубів і є значна кількість гей-преси та літератури. В іншому інтерв'ю за кордоном він запросив співрозмовника до Варшави відвідати один із численних гей-клубів столиці. Він також підтвердив, що в його власній партії є гомосексуали, але сказав, що вони воліють не розголошувати своє приватне життя громадськості. Це підтвердив і депутат Європарламенту від PiS Тадеуш Циманський.
У 2009 році в інтерв'ю Gazeta Wyborcza колишній прем'єр-міністр Польщі Казімеж Марцинкевич заявив, що його думка про гомосексуалістів змінилася, коли він зустрів польського гея-емігранта в Лондоні. Чоловік заявив, що «втік із Польщі, бо був геєм і не мав би свободи у своїй країні». Марцинкевич зробив висновок, що не хотів би, щоб хтось утік з Польщі.
В інтерв'ю 2015 року обраного президента Анджея Дуду, вихідця з партії PiS, запитали, чи взяв би він на роботу гомосексуала. Він відповів, що особисті стосунки його не хвилюють, якщо людина, яку мають прийняти на роботу, не бігає напівголим. Анджей Дуда також заявив, що «життєво важливі для суспільства справи не розглядаються, а інші, безперечно пов'язані з лівою ідеологією, просуваються вперед. Вони, на мій погляд, руйнують традиційну сім'ю, яка з самого початку людства забезпечувала його розвиток і довготривалість».
У листопаді 2018 року повідомлялося, що президент Анджей Дуда підтримає заборону «пропаганди гомосексуальності» на основі російського закону про пропаганду ЛГБТ. Він сказав: «Я вважаю, що така пропаганда не повинна відбуватися в школах, їй потрібно спокійно і послідовно протистояти», і що «якщо такий закон був створений і був би добре написаний, я не виключаю що я підходжу до цього серйозно». Такий закон порушував би Конституцію Польщі та Європейську конвенцію з прав людини.
У листопаді 2018 року після тиску та погроз уряду понад 200 шкіл скасували заплановану кампанію протидії булінгу під назвою «Веселкова п'ятниця», яку просувала Кампанія проти гомофобії в надії сприяти більшому сприйняттю ЛГБТ-учнів у Польщі та боротися з ненавистю та гомофобією в школах. Міністр освіти Анна Залевська попередила, що будь-які директори, які дозволять проведення таких заходів, можуть зазнати негативних наслідків. Вона також попросила батьків повідомляти про будь-яку подібну діяльність владі, однак повідомлялося, що багато учнів знехтували забороною та прийшли до школи в кольорах веселки, попри це, і що багато шкіл також відмовилися виконувати попередження.
У квітні 2019 року голова Консервативної партії Ярослав Качинський назвав рух за права ЛГБТ «загрозою нації з-за кордону». Під час лекції про патріотизм Качинський також сказав, що «кожен має прийняти християнство». Того ж місяця після того, як активіст виставив плакати із зображенням Чорної Мадонни з райдужним німбом, міністр внутрішніх справ Йоахім Брудзінський засудив ці плакати як «культурне варварство». Згодом активіста затримала поліція за звинуваченням у «образі релігійних почуттів». Amnesty International засудила арешт як «ще один приклад постійного переслідування» і заявила, що активісту «тепер загрожує до двох років ув'язнення, якщо його визнають винним за цими абсурдними звинуваченнями».
У червні 2019 року новопризначений міністр національної освіти Даріуш Піонтковський розкритикував Декларацію прав ЛГБТ, яку підписав мер Варшави Рафал Тшасковський, заявивши, що це «спроба сексуалізувати дітей силою» та «виховувати дітей, яким буде дано до педофілів у якийсь момент».

### Ліга польських родин
На виборах 2005 року Ліга польських сімей (LPR) отримала 8 % голосів і 34 місця в Сеймі. Вони увійшли до коаліційного уряду з PiS і Самообороною. 19 травня 2006 року Мірослав Ожеховський, заступник міністра освіти, заявив, що міжнародний проєкт, організований неурядовими ЛГБТ-організаціями та фінансово підтриманий Молодіжною програмою Європейської Комісії, призведе до «розбещення молоді». Войцех Вержейський був депутатом Європейського парламенту, а потім депутатом Сейму від Ліги польських сімей. У червні 2005 року, перебуваючи в Європейському парламенті, він закликав «не терпіти гомосексуалів і девіантів».
11 травня 2006 року, бувши депутатом, Вержейський засудив варшавську Parada Równości. Засуджуючи парад, він заявив, що «девіантів» треба «бити кийками». Він також прокоментував можливу присутність німецьких політиків на параді, сказавши, що «вони несерйозні політики, а просто геї, і пара ударів кийками утримає їх від повторного приходу. Геї боягузи за визначенням». Через день він написав листа міністру внутрішніх справ і адміністрації та міністру юстиції, в якому закликав правоохоронні органи перевірити легальні та незаконні джерела фінансування організацій гомосексуалів. Він звинуватив ЛГБТ-організації у причетності до педофілів і незаконної торгівлі наркотиками. Він також хотів перевірити, чи гомосексуальні організації проникають у польські школи. У відповідь на це державний прокурор зобов'язав усіх прокурорів ретельно перевірити фінансування ЛГБТ-організацій, їхні ймовірні зв'язки з кримінальними рухами та їх присутність у школах. 2 червня 2006 року скарга на заяви Вєржейського була відхилена окружною прокуратурою Варшави, оскільки «заяви не можна розглядати як такі, що погрожують або заохочують до злочину».
8 червня 2006 року Роман Гертих, віцепрем'єр-міністр Польщі та міністр освіти, звільнив Мірослава Селятицького, директора Національного центру підвищення кваліфікації вчителів, оскільки «багато книжок заохочували вчителів організовувати зустрічі з представниками ЛГБТ урядовими організаціями, такими як Campaign Against Homophobia або Lambda», і тому, що «ці книги критикували правову ситуацію в більшості європейських країн, включаючи Польщу, щодо невизнання гей-шлюбів як форми дискримінації». Новий директор центру сказав, що «гомосексуальні практики призводять до драми, порожнечі та виродження».
21 травня 2006 року Роман Гертих заявив, що «ЛГБТ-організації відправляють транссексуалів у дитячі садки та просять дітей змінити стать».
У березні 2007 року Роман Гертих запропонував законопроєкт, який забороняв би гомосексуальним людям займатися вчительською професією, а також дозволяв би звільняти вчителів, які пропагують «культуру гомосексуального способу життя». На той час Гертих був віцепрем'єр-міністром Польщі та міністром освіти. Ця пропозиція привернула багато уваги в ЗМІ та була широко засуджена Європейською Комісією, Human Rights Watch, а також Спілкою польських учителів, яка організувала марш Варшавою (у якому взяло участь 10 000 осіб). людей), засуджуючи політику міністерства. Голосування за Законопроєктом не відбулося, і уряд незабаром провалився, що призвело до нових парламентських виборів, на яких Ліга польських родин не отримала жодного парламентського мандата.
У 2007 році PBS провів опитування громадської думки, пов'язане з виступом Романа Гертіха на зустрічі міністрів освіти ЄС у Гейдельберзі. Опитувальник запитав респондентів, чи згодні вони з твердженнями міністра Гертиха:
- «Пропаганда гомосексуальності зростає в Європі, охоплює молодших дітей і послаблює сім'ю». — 40 % погодилися, 56 % не погодилися.[127]
- «Потрібно обмежити пропаганду гомосексуальності, щоб діти не мали неправильного погляду на сім'ю». — 56 % погодилися, 44 % не погодилися.[127]
- «Гомосексуальність — це відхилення, ми не можемо сприяти як нормальні стосунки між особами однієї статі в навчанні молоді, тому що об'єктивно це відхилення від природного закону». — 44 % —, 52 % не погодилися.[127]

### Громадянська платформа
У лютому 2019 року мер Рафал Тшасковський, член Громадянської платформи, підписав декларацію про ЛГБТ із 12 пунктів. Запропоновані заходи варіюються від надання притулку підліткам ЛГБТ, яких відкинули їхні сім'ї, запровадження місцевих гарячих ліній із кризового втручання та надання доступу до антидискримінаційної та статевої освіти в міських школах.

### Твій рух
Партія Твій рух підтримує права ЛГБТ, включаючи одностатеві шлюби та цивільні партнерства. Відомим членом партії є гей-активіст, колишній депутат Сейму (2011—2014) і колишній мер Слупська (2014—2018) Роберт Бедронь. Його описують як молоду, висхідну політичну зірку в Польщі, і вважають його фаворитом у президентських виборах. Колишній президент Олександр Кваснєвський закликав його балотуватися в президенти в 2020 році. Опитування громадської думки наразі ставлять його на третє місце після Анджея Дуди та Дональда Туска.
Бедронь говорив про значні суспільні зміни щодо гомосексуальності та ЛГБТ. Час від часу його публічно били на вулицях і ображали, але у 2018 році він сказав, що тепер жителі посміхаються і вітають його. Бувши мером, Бедронь одружує місцеві пари. «Я дуже заздрю, бо бачу їхнє щастя. Я 15 років зі своїм партнером, і це все ще мрія. Це несправедливо, що у 2018 році двоє дорослих людей не можуть одружитися, якщо вони люблять один одного і віддані один одному», — сказав він.

### Весна
У лютому 2019 року ЛГБТ-активіст Роберт Бєдронь створив нову прогресивну політичну партію «Весна», яка пропонує запровадити цивільне партнерство для різностатевих і одностатевих пар, а також легалізувати одностатеві шлюби. Станом на серпень 2019 року партія має трьох євродепутатів.

### «Зони, вільні від ЛГБТ»

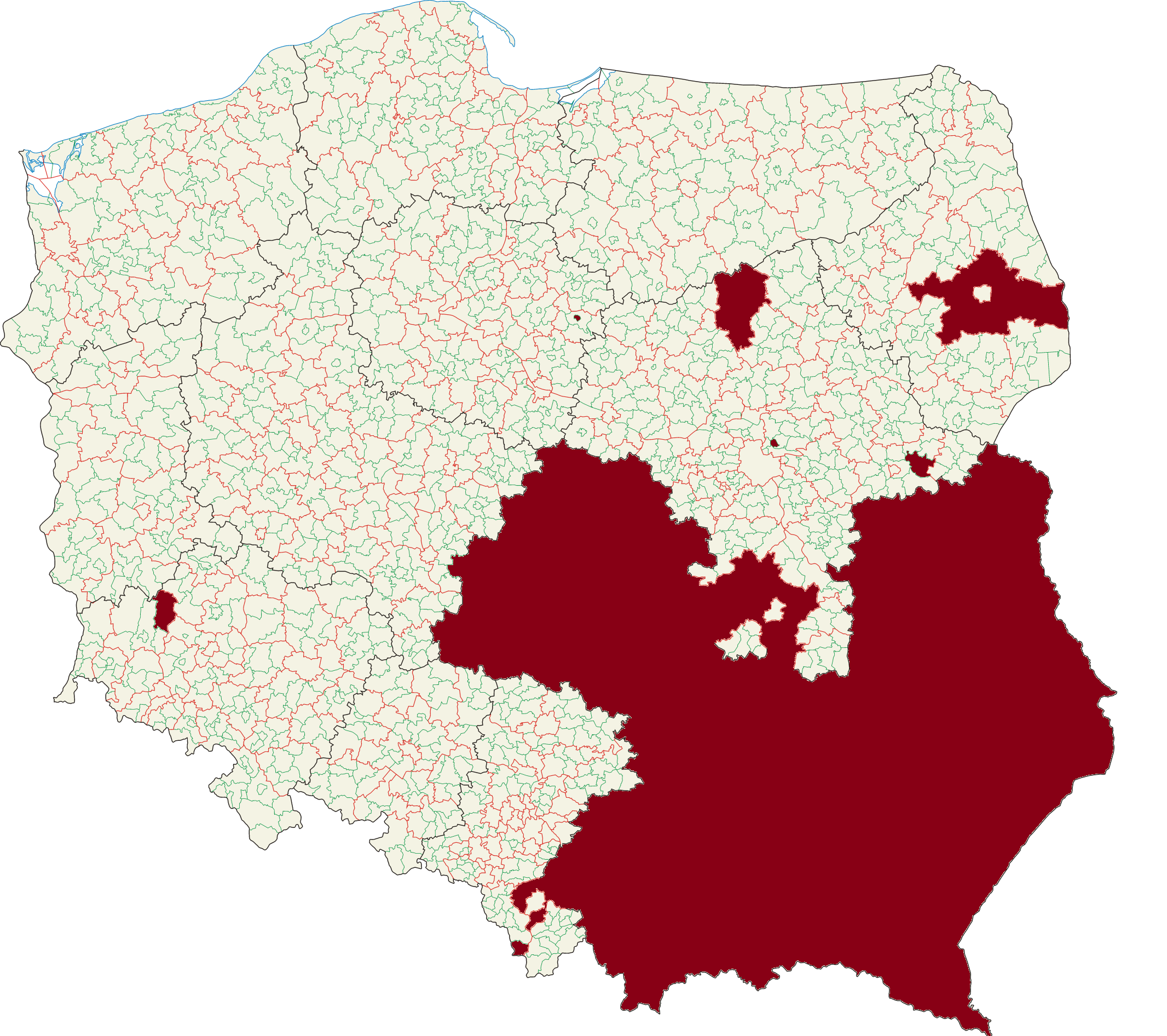
Карта Польщі, оголошені зони, вільні від ЛГБТ на рівні воєводства, повіту чи гміни, позначених червоним кольором.

Якщо напередодні польських парламентських виборів 2015 року владуща партія «Право і справедливість» (PiS) зайняла антимігрантську позицію, то напередодні польських парламентських виборів 2019 року партія зосередилася на протидії західній «ідеології ЛГБТ». Кілька польських муніципалітетів і чотири воєводства оголосили про так звану "зону, вільну від ЛГБТ «, частково у відповідь на підписання мером Варшави Рафалом Тшасковським декларації на підтримку прав ЛГБТ. Хоча оголошені зони лише символічні, вони сигналізують про відчуження ЛГБТ-спільноти. Права газета Gazeta Polska розповсюдила читачам наклейки „Зона, вільна від ЛГБТ“. Польська опозиція та дипломати, зокрема посол США в Польщі Джорджетт Мосбахер, засудили цей вчинок. Окружний суд Варшави постановив припинити розповсюдження наклейок до вирішення судової справи. Однак редактор „Газети“ відхилив рішення, заявивши, що це „фейкові новини“ та цензура, і газета продовжить розповсюджувати наклейки. Газета продовжила розповсюдження наклейок, але змінила наклейку на „Зона, вільна від ідеології ЛГБТ“.
У серпні 2019 року представники ЛГБТ-спільноти заявили, що почуваються в Польщі небезпечно. Організація All Out розпочала кампанію протидії нападам. Близько 10 000 людей підписали петицію незабаром після початку кампанії.
Під час пандемії коронавірусу у квітні 2020 року кілька ЛГБТ-активістів почали роздавати райдужні маски в певних районах місцевого самоврядування на знак прямого протесту проти „зон, вільних від ЛГБТ“.
У липні 2020 року міська рада Ньювегейна, голландського міста на південь від Утрехта, проголосувала за припинення побратимства з Пулавами у східній Польщі, через „зони, вільні від геїв“.
З липня 2020 року Європейський Союз почав відмовляти у фінансуванні муніципалітетам, які прийняли декларації про „вільні від ЛГБТ“.
У вересні 2020 року посли 50 країн, дислокованих у Польщі, опублікували відкритого листа „[віддаючи] належне важкій праці ЛГБТ та інших спільнот у Польщі та в усьому світі“ та закликаючи „покласти край дискримінації, зокрема за ознакою сексуальної орієнтації“ або гендерна ідентичність». Прем'єр-міністр Польщі Матеуш Моравецький відхилив заклик, заявивши, що «толерантність належить до польської ДНК… Нікому не потрібно вчити нас толерантності, тому що ми нація, яка навчилася такої толерантності століттями», а високопоставлений політик Йоахім Брудзинський написав у Twitter, що «ми з надією чекаємо наступного листа, цього разу на захист убитих християн, ув'язнених #ProLife активістів, людей, звільнених з роботи та переслідуваних за цитування Біблії, [і] людей, підданих евтаназії проти їхньої волі»
Відповідно до звіту Комісара Ради Європи з прав людини від грудня 2020 року, «ці декларації та хартії не є просто словами на папері, вони безпосередньо впливають на життя ЛГБТ в Польщі».

## ЛГБТ рух і активізм

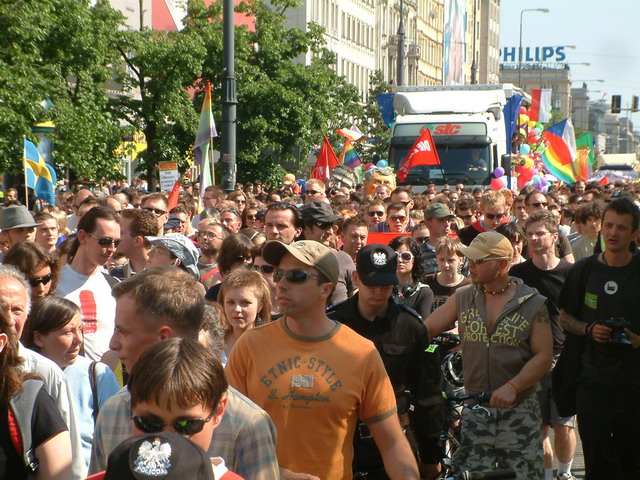
Парад Рівностіi у 2007 році

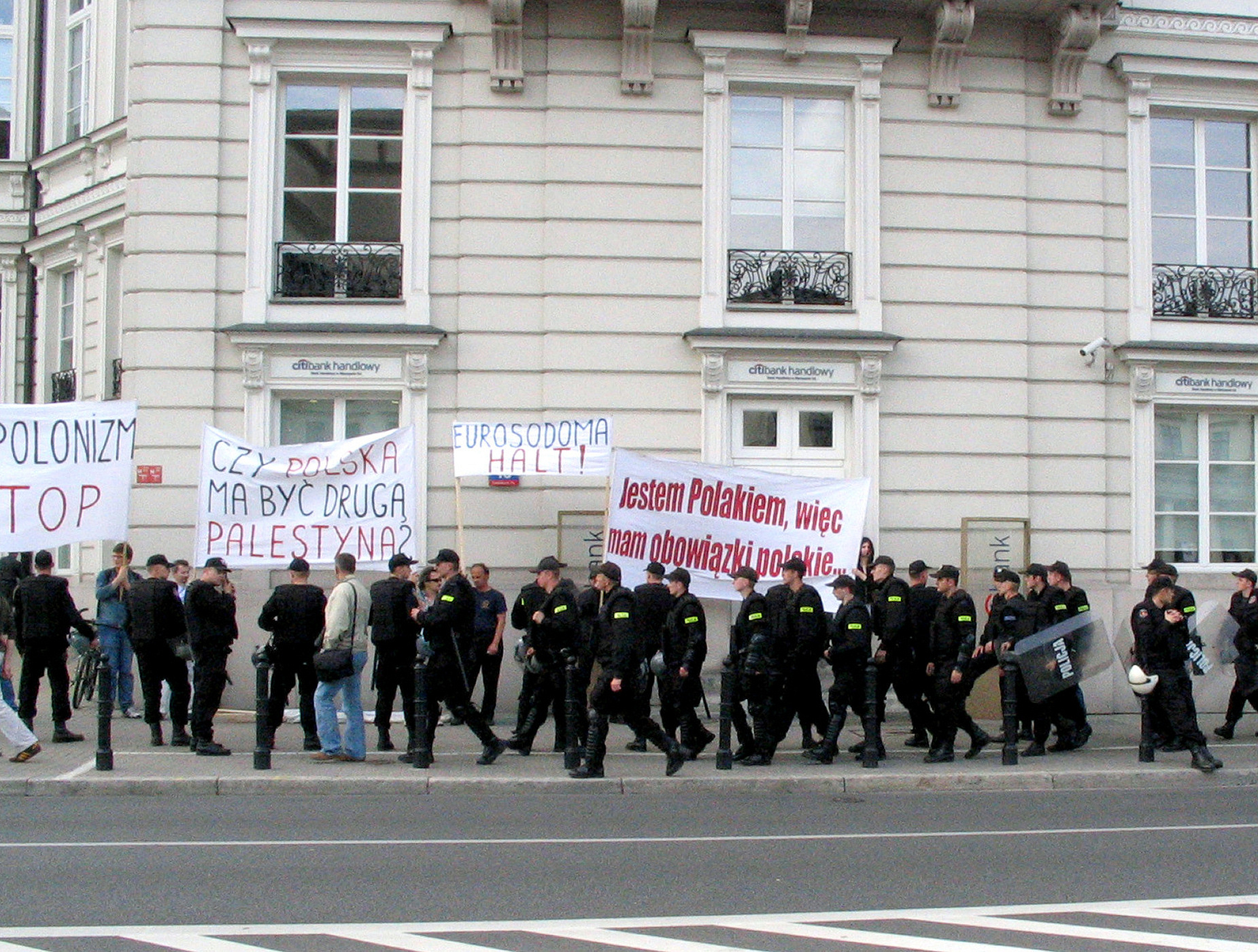
Протестувальники проти гомосексуалістів на варшавській Параді рівності у 2006 році

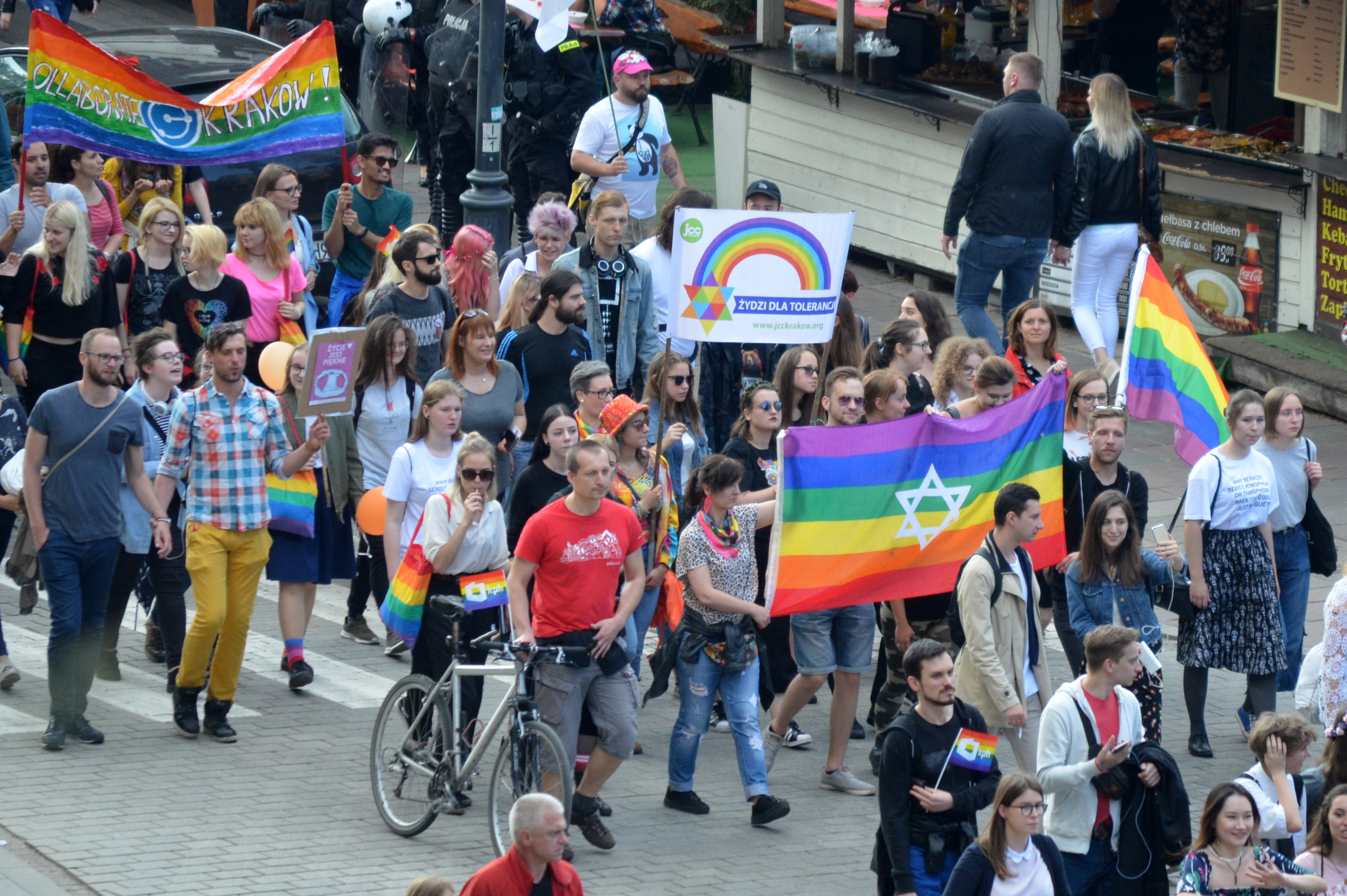
Краківський прайд 2018

### Марші рівності
Найбільшим аспектом ЛГБТ-руху в Польщі є парад рівності, який проводиться у Варшаві щороку з 2001 року.
У 2004 та 2005 роках варшавські чиновники відмовляли в дозволі на його організацію з різних причин, включаючи ймовірність контрдемонстрацій, втручання у релігійні чи національні свята та відсутність дозволу. Попри це, близько 2500 осіб вийшли на незаконний марш 11 червня 2005 року. Було заарештовано десять осіб. Заборона була визнана незаконним рішенням Європейським судом з прав людини у справі «Бончковський проти Польщі» у 2007 році.
Парад засудив мер Варшави Лех Качинський, який заявив, що дозвіл на проведення офіційного прайду у Варшаві сприятиме «гомосексуальному способу життя».
Заходи Параду Рівності тривали регулярно з 2006 року, залучаючи натовпи менше ніж 10 000 щороку, до 2015 року, коли парад привернув 18 тис. відвідувачів. Відтоді відвідуваність різко зросла, а кульмінацією став парад 2018 року, який залучив 45 000 учасників. 8 червня 2019 року близько 50 000 людей взяли участь у марші. Мер Рафал Тшасковський вперше взяв участь у заході та сказав, що хоче, щоб Варшава залишалася «відкритою» та «толерантною».
У 2005 році 33 % жителів Варшави були за організацію Parada Równości. У 2008 році ця цифра впала до 25 %.
Опитування громадської думки 2010 року, проведене PBS для Gazeta Wyborcza, показало, що 45 % жителів Варшави підтримали парад.
В останні роки парад отримав широку підтримку корпорацій і регіональних урядів. Головним партнером параду 2018 року стала регіональна влада Мазовецького воєводства, до складу якого входить і Варшава.

### Юридичні справи
Деякі пари в Польщі борються за визнання свого шлюбу в Європейському Суді з прав людини, наприклад, у справі Андерсен проти Польщі.

### Громадська думка
В опитуванні 2014 року, проведеному CBOS для д-ра Наталії Зімнєвич, 30 % поляків хотіли б заборонити публічну рекламу гей-контенту, а 17,3 % не підтримали б цю заборону, але хотіли б іншої форми обмеження свободи просування такого інформаційного контенту.
52,5 % вважають, що нинішній масштаб просування гей-контенту є надмірним, 27,9 % вважають, що зображення гей-парадів чи практик викликають у них огиду, 22,3 % вважають, що ЗМІ розмивають справжній образ гомосексуальності, а 29,3 % вважають, що гей-контент не є приватна справа гомосексуальної спільноти, але впливають на дітей та інших громадян.
|                                                                                              | Так ні                       | Примітки |
| Одностатеві статеві стосунки                                                                 | Одностатеві статеві стосунки | Одностатеві статеві стосунки |
| -------------------------------------------------------------------------------------------- | ---------------------------- | --- |
| Одностатеві статеві стосунки легальні                                                        | Yes                          | З 1932 року |
| Рівний вік згоди (15)                                                                        | Yes                          | З 1932 року |
| Дискримінаційні закони                                                                       |                              | |
| Антидискримінаційне законодавство у сфері зайнятості                                         | Yes                          | З 2003 року, але не застосовується постійно |
| Антидискримінаційне законодавство у сфері надання товарів і послуг                           | No                           | |
| Антидискримінаційні закони в усіх інших сферах (включаючи непряму дискримінацію, ворожнечу)  | No                           | |
| Антидискримінаційні закони щодо гендерної ідентичності                                       | No                           | |
| Закони про злочини на ґрунті ненависті щодо сексуальної орієнтації та гендерної ідентичності | No                           | |
| Одностатеві союзи                                                                            |                              | |
| Одностатеві шлюби                                                                            | No                           | Через судову справу Коман проти Румунії (2018), країни ЄС повинні визнавати всі шлюби, укладені в інших країнах ЄС для деяких цілей проживання. |
| Цивільні партнерства                                                                         | No                           | |
| Визнання одностатевих пар                                                                    | No                           | [ 168 ] [ 169 ] |
| Усиновлення та виховання                                                                     |                              | |
| Усиновлення фізичними особами                                                                | Yes                          | Так |
| Усиновлення пасинків одностатевими парами                                                    | No                           | |
| Спільне усиновлення одностатевими парами                                                     | No                           | |
| Комерційне сурогатне материнство для одностатевих пар                                        | No                           | Заборонено незалежно від сексуальної орієнтації                                                                                                 |
| Доступ до ЕКЗ для лесбійок                                                                   | No                           | Доступно лише для жінок у гетеросексуальних стосунках                                                                                           |
| Інший                                                                                        |                              | |
| Лесбійкам, геям і бісексуалам дозволено відкрито служити в армії                             | Yes                          | |
| Право на зміну юридичної статі                                                               | Yes                          | |
| ЧСЧ дозволили здавати кров                                                                   | Yes                          | З 2005 року |